# 四谷学院
四谷学院（よつやがくいん）は、1974年（昭和49年）に創立した、株式会社四谷学院が経営している予備校。本部は東京都新宿区四谷。

## 沿革
創立時は、「英語の才能開発」「数学の才能開発」を制作・販売。「英語の才能開発」は東京都の推薦教材に指定された（英語の監修は東京大学名誉教授の鈴木博。数学は早稲田大学名誉教授の高瀬礼文）。その後、教材作成だけでなく、個別指導の教室を開校。並行して大検コース（現在の高認コース）を開始、さらに大学受験コースを設置している。また、各種の資格対策講座も通信形式で開講するなど、多角化をはかっている。

## 概要
大学受験予備校の他、小中学生の個別指導塾や高認（大検）取得を目指す高卒認定試験コース、大学生・社会人向けの資格取得の通信講座、障害を持つ児童に対する療育プログラムなどを運営している。学習システムは、「科目別能力別クラス授業」と「55段階個別指導」から構成される。キャッチコピーは「なんで、私が東大に!?」、「なんで、私が早大に!?」、「なんで、私が慶大に!?」、「なんで、わたしが医学部に!?」（関西圏は「なんで、私が京大に!?」）。

## 関連事業
予備校
「科目別能力別授業」「55段階個別指導」を中心に学習を進めている。「科目別能力別授業」では科目ごとに試験を受けて自分のレベルに合ったクラスの授業を受ける。また「55段階個別指導」は、専用のテキストを使用し、テストと講師の指導を受け、単元ごとの学習を完了させていくことによって、全体の勉強を完了させていく学習プログラムである。
- 北海道・東北地方（2校舎）:札幌校・仙台校
- 関東地方（16校舎）:四谷校・池袋校・自由が丘校・下北沢校（現役校）・吉祥寺校（現役校）・町田校・立川校・横浜校・川崎駅前校・藤沢校・厚木校（現役校）・大宮校・川越校・船橋校・千葉校・柏校
- 中部地方（3校舎）:静岡校・名古屋校・千種校
- 近畿地方（6校舎）:京都校・梅田校・なんば校・天王寺校・西宮北口校・神戸校
- 中国・九州地方（3校舎）:広島校・北九州校・福岡天神校

個別指導教室
「予備校」の30校舎に加え「個別指導専門」の八王子駅前教室・あざみ野駅前教室（たまプラーザ教室より移転）の合計32教室がある(2021年8月現在)。

受講形態は1対1、1対2から選ぶことができ、講師はプロ講師か学生講師を選ぶことができる。指導は間仕切りで仕切られたブース式の教室で行う。
小学生コース/中学生コースでは、各学年ごとに習得すべき内容を100項目に細分化して一つ一つの習得度を確認する「55段階プログラム」を利用できる（小学生コースは4～6年生が対象で、首都圏エリアのみ設置）。

高校生・大学受験コースでは、予備校部門で使われている「55段階個別指導」の教材を利用できる。
四谷学院高卒認定試験コース
高卒認定試験の合格を目指す通学コースで、四谷校で開講されている。1年以内で全科目合格することを掲げており、出席率が9割以上で1年間で合格できなかった場合は、次回試験までの学費を免除する合格保障制度を導入している。
また高卒認定試験取得者に対し、取得後1年半の期間で大学受験を目指す「高認からの大学受験コース（スリーハーブズコース）」が併設されている。 
四谷学院通信講座
大学生・社会人向けの資格取得講座や、大学院の入試対策講座などの通信講座。多くの講座でスモールステップごとに学習を進めることのできる「55段階学習プログラム」が採用されている。
55段階療育プログラム
四谷学院通信講座が運営する、子ども（幼児・児童）の発達を支援し、同時に家族をサポートする療育プログラム。自閉症児と健常児の混合教育で実績をもつ学校法人武蔵野東学園の協力のもと、子どもの発達段階に応じて家庭で取り組める学習システムを提供している。
看護国試コース
看護師国家試験対策のためのコース。年間を通して授業を行う日曜コースのほか、春期講習・夏期講習・冬期講習・社保特訓・直前講習の短期講習が開催されている。授業は主に首都圏の校舎で行われている。

## 歴史
- 1974年8月 - 創立
- 1982年3月 - 本社ビル完成
- 1991年8月 - 横浜校開校
- 1992年2月 - 千葉校開校
- 1992年6月 - 大宮校開校
- 1992年9月 - 柏校開校
- 1995年1月 - 横浜校舎完成
- 1996年3月 - 横浜校第2校舎完成
- 1999年2月 - 大宮校舎完成
- 2000年2月 - 町田校開校
- 2001年2月 - 立川校開校
- 2003年2月 - 千葉校新校舎移転・藤沢校開校
- 2004年12月 - 八王子駅前教室開校
- 2005年1月 - 横浜西口校開校
- 2005年2月 - 厚木校・川越校・船橋校開校
- 2005年4月 - 通信講座開講
- 2005年7月 - 小学生・中学生専用55段階開始
- 2005年10月 - 池袋校・自由が丘校開校
- 2005年11月 - 吉祥寺校開校
- 2006年1月 - 「心理学入門講座」開始、梅田校開校
- 2006年2月 -「法科大学院対策講座」開講
- 2006年4月- 「通信教育のブレーンバンク」開講
- 2006年6月 - 南浦和校開校
- 2006年10月 -「通信教育のブレーンバンク」を「四谷学院通信講座」に改称、「ファイナンシャルプランナー講座」開講
- 2007年2月 - なんば校開校、柏校舎完成
- 2007年3月 -「保育士試験対策講座」開講
- 2007年6月 -「臨床心理士指定大学院入試対策講座」開講
- 2007年8月 -「簿記3級試験・行政書士試験対策講座」開講
- 2007年10月 -「看護国試コース開講
- 2008年2月 - 京都校・神戸校開校
- 2008年3月 -「TOEICRテスト対策講座」開講
- 2008年4月 -「療育55段階プログラム」開講
- 2008年9月 -「高卒認定試験対策講座」開講
- 2009年2月　名古屋校・福岡天神校開校
- 2009年3月 -「簿記2級試験対策講座」開講
- 2009年4月 -「宅建試験対策講座開講
- 2009年10月 -「看護国試直前対策講座」開講
- 2010年2月 - 北九州校開校
- 2011年2月 - 札幌校・広島校開校
- 2012年2月 - 仙台校開校
- 2014年4月 -「ケアマネジャー講座」開講
- 2015年8月 -「すらすら話せる55段階英会話講座」開講
- 2016年2月 - 静岡校開校
- 2017年1月 -「こども環境管理士資格試験対策講座」開講
- 2017年2月 - 天王寺校開校
- 2018年2月 - 下北沢校開校
- 2019年2月 - 南浦和校開校、「硬筆書写技能検定対策講座」開講
- 2019年3月 - 発達障害児支援士資格認定講開講
- 2019年5月 - 町田校新校舎移転
- 2019年7月 - 吉祥寺校新校舎移転
- 2020年2月 - 千種校開校・千葉校新校舎移転
- 2021年2月 - 西宮北口校開校
- 2021年4月 - 「発達障害児ライフスキルトレーナー資格認定講座」開講
- 2022年2月 - 天王寺校新校舎移転・川崎駅前校開校
- 2025年4月 - 本社名をブレーンバンク株式会社から株式会社四谷学院に変更

## その他
- 『学部学科がわかる本』（アーク出版）- 首都圏の高校で進路指導の資料として50,000部が採用されている。